# Michaił Burmistienko
Michaił Aleksiejewicz Burmistienko, Mychajło Ołeksijewycz Burmistenko (ros. Михаи́л Алексе́евич Бурми́стенко, ukr. Михайло Олексійович Бурмистенко, ur. 9 listopada?/22 listopada 1902 we wsi Aleksandrowka w guberni saratowskiej, zm. 9 września 1941 k. chutoru Driukiwszczyna w obwodzie połtawskim) – radziecki i ukraiński polityk, II sekretarz KC KP(b)U (1938–1941), członek KC WKP(b) (1939–1941), przewodniczący Rady Najwyższej Ukraińskiej SRR (1938–1941).

## Życiorys
W latach 1918–1929 sekretarz powiatowego komitetu Komsomołu w Morszansku, od 1919 w RKP(b), 1919–1922 pomocnik pełnomocnika, pełnomocnik, szef wydziału informacyjnego i zastępca szefa sektora działu operacyjnego Czeki w Morszansku, Penzie i Pokrowsku (obecnie Engels), 1922–1927 kierownik wydziału obwodowego komitetu Komsomołu Niemieckiej Nadwołżańskiej ASRR, pomocnik i szef sektora politycznego Wojskowego Komisariatu Niemieckiej Nadwołżańskiej ASRR, zastępca redaktora odpowiedzialnego gazety „Trudowaja prawda” w mieście Engels. Od 1924 studiował w Leningradzkim Uniwersytecie Komunistycznym, później w Moskiewskim Instytucie Dziennikarstwa, 1929-1932 redaktor odpowiedzialny gazety „Trudowaja prawda”, 1932–1935 II sekretarz Komitetu Obwodowego WKP(b) Kałmuckiego Obwodu Autonomicznego, 1936–1938 zastępca kierownika Wydziału Zarządzania Organami Partyjnymi KC WKP(b). Od 27 stycznia do 13 czerwca 1938 p.o. II sekretarza KC KP(b)U, od 18 czerwca 1938 do śmierci członek KC KP(b)U, równocześnie od 27 stycznia 1938 do śmierci członek Biura Politycznego KC KP(b)U, od 18 czerwca 1938 do śmierci II sekretarz KC KP(b)U i członek Biura Organizacyjnego KC KP(b)U, od 25 lipca 1938 do śmierci przewodniczący Rady Najwyższej Ukraińskiej SRR. Od 21 marca 1939 do śmierci członek KC WKP(b), od sierpnia 1941 do śmierci członek Rady Wojskowej Frontu Południowo-Zachodniego. Deputowany do Rady Najwyższej ZSRR I kadencji. 7 lutego 1939 odznaczony Orderem Lenina. Zginął w walce na froncie. Pośmiertnie odznaczony Orderem Wojny Ojczyźnianej I klasy.